# David Desharnais
David Kevin Denis Desharnais, född 14 september 1986 i Laurier-Station, Québec, är en kanadensisk professionell ishockeyforward som spelar för Avangard Omsk i KHL.
Han har tidigare spelat på NHL-nivå för New York Rangers, Edmonton Oilers och Montreal Canadiens och på lägre nivåer för Bridgeport Sound Tigers och Hamilton Bulldogs i AHL, HC Fribourg-Gottéron i NLA, Cincinnati Cyclones i ECHL och Saguenéens de Chicoutimi i LHJMQ.

## Karriär

### NHL

#### Montreal Canadiens
Desharnais blev aldrig draftad av någon NHL-organisation utan skrev på för Canadiens som free agent den 5 november 2008. Han debuterade i NHL säsongen 2010–11 med 8 mål och 14 assist på 43 matcher.

#### Edmonton Oilers
28 februari 2017 blev han, på deadlinedagen för trejder, trejdad från Montreal Canadiens till Edmonton Oilers i utbyte mot Brandon Davidson.

#### New York Rangers
4 juli 2017 skrev han som unrestricted free agent på ett ettårskontrakt med New York Rangers.

### KHL

#### Lokomotiv Jaroslavl
Den 15 maj 2018 blev det känt att han skulle skriva på för Lokomotiv Jaroslavl i KHL inför säsongen 2018–19, och den 2 juli blev det officiellt.
22 augusti blev han frigjord från sitt kontrakt med Lokomotiv pga. att tränaren var omedveten om att Desharnais spelar center. När de ville spela honom som vänster/högerforward och såg att han inte passade i den rollen, valde de att frigöra honom från kontraktet.

#### Avangard Omsk
Desharnais skrev istället på för Avangard Omsk den 25 augusti 2018.

## Statistik
| 2001–2002    | Commandeurs de Lévis     | LHMAAAQ      | 2   | 0   | 2   | 2   | 0   | —  | —  | —  | —  | —  |
| 2002–2003    | Commandeurs de Lévis     | LHMAAAQ      | 42  | 27  | 42  | 69  | 10  | —  | —  | —  | —  | —  |
| 2003–2004    | Saguenéens de Chicoutimi | LHJMQ        | 70  | 23  | 28  | 51  | 12  | 18 | 4  | 7  | 11 | 8  |
| 2004–2005    | Saguenéens de Chicoutimi | LHJMQ        | 68  | 32  | 65  | 97  | 39  | 17 | 5  | 10 | 15 | 8  |
| 2005–2006    | Saguenéens de Chicoutimi | LHJMQ        | 63  | 33  | 85  | 118 | 44  | 9  | 2  | 9  | 11 | 4  |
| 2006–2007    | Saguenéens de Chicoutimi | LHJMQ        | 61  | 38  | 70  | 108 | 32  | 4  | 1  | 5  | 6  | 2  |
|              | Bridgeport Sound Tigers  | AHL          | 7   | 1   | 1   | 2   | 4   | —  | —  | —  | —  | —  |
| 2007–2008    | Hamilton Bulldogs        | AHL          | 4   | 0   | 1   | 1   | 6   | —  | —  | —  | —  | —  |
|              | Cincinnati Cyclones      | ECHL         | 68  | 29  | 77  | 106 | 18  | 22 | 9  | 24 | 33 | 18 |
| 2008–2009    | Hamilton Bulldogs        | AHL          | 77  | 24  | 34  | 58  | 20  | 6  | 1  | 3  | 4  | 4  |
| 2009–2010    | Montreal Canadiens       | NHL          | 6   | 0   | 1   | 1   | 0   | —  | —  | —  | —  | —  |
|              | Hamilton Bulldogs        | AHL          | 60  | 27  | 51  | 78  | 34  | 19 | 10 | 13 | 23 | 16 |
| 2010–2011    | Montreal Canadiens       | NHL          | 43  | 8   | 14  | 22  | 12  | 5  | 0  | 1  | 1  | 2  |
|              | Hamilton Bulldogs        | AHL          | 35  | 10  | 35  | 45  | 24  | —  | —  | —  | —  | —  |
| 2011–2012    | Montreal Canadiens       | NHL          | 81  | 16  | 44  | 60  | 24  | —  | —  | —  | —  | —  |
| 2012–2013    | Montreal Canadiens       | NHL          | 48  | 10  | 18  | 28  | 26  | 5  | 0  | 1  | 1  | 2  |
|              | HC Fribourg-Gottéron     | NLA          | 16  | 4   | 12  | 16  | 12  | —  | —  | —  | —  | —  |
| 2013–2014    | Montreal Canadiens       | NHL          | 79  | 16  | 36  | 52  | 24  | 17 | 2  | 6  | 8  | 6  |
| 2014–2015    | Montreal Canadiens       | NHL          | 82  | 14  | 34  | 48  | 24  | 11 | 1  | 2  | 3  | 4  |
| 2015–2016    | Montreal Canadiens       | NHL          | 65  | 11  | 18  | 29  | 20  | —  | —  | —  | —  | —  |
| 2016–2017    | Montreal Canadiens       | NHL          | 31  | 4   | 6   | 10  | 5   | —  | —  | —  | —  | —  |
|              | Edmonton Oilers          | NHL          | 18  | 2   | 2   | 4   | 6   | 13 | 1  | 3  | 4  | 0  |
| 2017–2018    | New York Rangers         | NHL          | 71  | 6   | 22  | 28  | 18  | —  | —  | —  | —  |    |
| 2018–2018    | Avangard Omsk            | KHL          | —   | —   | —   | —   | —   | —  | —  | —  | —  | —  |
| NHL totalt   | NHL totalt               | NHL totalt   | 524 | 87  | 195 | 282 | 160 | 51 | 4  | 13 | 17 | 14 |
| AHL totalt   | AHL totalt               | AHL totalt   | 183 | 62  | 122 | 184 | 88  | 25 | 11 | 16 | 27 | 20 |
| LHJMQ totalt | LHJMQ totalt             | LHJMQ totalt | 262 | 126 | 248 | 374 | 127 | 48 | 12 | 31 | 43 | 22 |